# Arcidiocesi ortodossa d'Italia
La sacra arcidiocesi ortodossa d'Italia ed esarcato per l'Europa meridionale (in greco: ῾Ιερὰ Μητρόπολις Ἰταλίας) è una giurisdizione ecclesiastica del patriarcato di Costantinopoli. Il suo primate porta il titolo di arcivescovo metropolita d'Italia ed esarca per l'Europa meridionale.
Metropolita d'Italia ed esarca dell'Europa meridionale è Polykarpos Panagiotis Stavropoulos, eletto dal Santo Sinodo del patriarcato di Costantinopoli il 14 gennaio 2021 e intronizzato nella cattedrale di San Giorgio a Venezia l'11 marzo successivo.

## Territorio
L'arcidiocesi estende la sua giurisdizione sui fedeli che abitano in Italia e a San Marino.
Sede del metropolita è la città di Venezia, dove si trova la cattedrale di San Giorgio dei Greci.
Il territorio è suddiviso in 79 parrocchie, riunite in 15 vicariati.
I fedeli (tra i 200.000 e i 350.000) sono per la maggior parte greci-ortodossi, ma ve ne sono altri di lingua romena, russa e qualcuno albanese e si contano parecchi fedeli di lingua italiana, oltre a qualche presbitero e chierico italiano, entrati a far parte dell'ortodossia. È presente su tutto il territorio nazionale in 49 città, da Udine a Ragusa. Ha creato presso molte delle sue parrocchie centri di studio e di preghiera, di aggregazione sociale e giovanile.

### Monasteri
Monasteri in Italia sono:
- il monastero ortodosso di San Basilio il Grande, fondato da monaci italofoni presso Revello (CN)
- il metochio di San Gregorio il Teologo a Cosio di Arroscia (IM);
- il monastero di San Giorgio delle nobili monache greche a Venezia;
- il monastero greco-ortodosso della Trasfigurazione del Signore e di Santa Barbara Megalomartire a Montaner di Sarmede (TV);
- il monastero greco-ortodosso di Sant'Elia lo Speleota a Melicuccà (RC);
- l'eremo della Candelora a Santa Lucia del Mela (ME).

## Storia
La presenza del patriarcato di Costantinopoli in Italia è antichissima e risale al VI secolo, con la conquista bizantina dell'Italia. Nei secoli andò scemando la tradizione bizantina, a causa della conquista musulmana della Sicilia e infine, con la riconquista normanna, della preponderanza del rito latino.
Intanto già dalla fine del '400 cominciarono a rivolgersi verso l'Italia grandi flussi migratori di popolazioni di fede orientale, fra i quali si ricordano gli albanesi, stabilitisi come rifugiati in tutta la penisola, ma interessando soprattutto le zone dell’Italia meridionale e della Sicilia dopo la conquista ottomana della propria terra. Essi, così come prevedeva il Concilio del 1431-1445 per l'unione delle Chiese, confluiranno nella chiesa cattolica come italo-albanesi di rito orientale.
Queste popolazioni di rito greco-bizantino dai Balcani e dalla Morea arrivarono nella penisola e fondarono molte comunità. Si ricordi che a Venezia ebbero sede sino al '700 i metropoliti di Filadelfia.
Il patriarcato di Costantinopoli volle riorganizzare l'ortodossia in Italia dall'inizio del XX secolo. Inizialmente il territorio italiano fece parte dell'esarcato dell'arcidiocesi di Tiatira e Gran Bretagna (1922-1963) e poi dell'esarcato di Austria e Ungheria.
Il 5 novembre 1991 venne creata la diocesi attuale dal patriarca di Costantinopoli Bartolomeo I.
Il 25 aprile 2005 le fu aggregato il territorio di Malta, separandolo dal territorio dell'arcidiocesi di Tiatira e Gran Bretagna.
La Sacra arcidiocesi d'Italia ed Esarcato per l'Europa meridionale concorre all'otto per mille dalla dichiarazione dei redditi del 2013, a seguito di intesa del 4 aprile 2007, ratificata nel 2012.
Il 14 gennaio 2021 ha ceduto una porzione del suo territorio, corrispondente alle isole maltesi, a vantaggio dell'erigendo esarcato patriarcale di Malta.

## Pubblicazioni
L'arcidiocesi pubblica annualmente un calendario tascabile annuale in italiano e in greco moderno.
Inoltre ha la supervisione del periodico Katafygè in greco moderno, della parrocchia di San Demetrio Megalomartire di Bologna, e del foglio settimanale Il Giorno del Signore in italiano, a cura della parrocchia di Sant'Elia lo Speleota di Reggio Calabria.

## Cronotassi dei metropoliti
- Spyridon Papageorgiou (5 novembre 1991 - 30 luglio 1996 nominato arcivescovo d'America)
- Gennadios Zervós † (26 agosto 1996 - 16 ottobre 2020 deceduto)
- Polykarpos Panagiotis Stavropoulos, dal 14 gennaio 2021